# Peter Vince
Peter Robert Vince (født juli 1942 i Fulham, London, England - død 21. Juli 2020[kilde mangler]) var en engelsk lydtekniker, producer og driftsleder.
Vince begyndte som lydtekniker i de berømte Abbey Road studier i London (1962) , hvor han både var tekniker ved pladeindspilninger, og producer. Han er nok mest kendt som lydtekniker på mange af instrumentalgruppen The Shadows og Cliff Richard´s plader fra 1960´erne, men også for andre kunstnere såsom The Beatles, The Hollies, The Seekers, Olivia Newton-John, Maria Callas, Nino Rota, Benny Hill etc. Vince har også skrevet bogen med titlen Abbey Road - Historien om Verdens mest berømte pladestudie. Han trak sig tilbage som tekniker fra Abbey Road studierne i (1997) efter 35 års tjeneste, men forsatte med at arbejde som freelance lydtekniker i Blackpool, og ved forskellige arrangementer såsom ved Royal Military Tatoo i Edinburgh i Skotland.